# Joseph Delauro
Joseph André Guillaume Régis Delauro, né le 13 janvier 1778 à Rodez, et mort le 22 janvier 1846 à Rodez, est un homme politique de l'Aveyron.

## Biographie
En 1807, Joseph Delauro est nommé adjoint au maire de Rodez. Le 3 avril 1813, il est élu maire de Rodez. M. Delauro était un royaliste, très attaché au règne des Bourbons. En 1815, il est nommé conseiller général de l'Aveyron, et président du collège de département. Le 22 août 1815, il est élu député de l'Aveyron par 125 voix sur 211 votants et 275 inscrits. Il perd les élections de 1816 qui suivirent la dissolution, et ne rentre au parlement que le 13 novembre 1820 par 142 voix sur 245 votants et 290 inscrits. Il siège d'abord parmi les ultraroyalistes, puis il entre dans la majorité ministérielle. Le gouvernement le récompense pour sa fidélité en lui donnant le poste de conseiller de préfecture de l'Aveyron en 1825, et en lui attribuant la croix la Légion d'honneur.

## Décorations
- Chevalier de la Légion d'honneur (1821)[2]

## Sources
- « Joseph Delauro », dans Adolphe Robert et Gaston Cougny, Dictionnaire des parlementaires français, Edgar Bourloton, 1889-1891 [détail de l’édition]